# Данилівка (Рівненський район)
Дани́лівка — село в Україні, в Рівненському районі Рівненської області. Населення становить 62 осіб.

## Історія
В кінці 19 століття було хутором, у якому нараховувалось 13 домів і 69 жителів. На полях було кілька курганів.
У 1906 році хутір Кунівської волості Острозького повіту Волинської губернії. Відстань від повітового міста 20 верст, від волості 10. Дворів 12, мешканців 73.
З 2020 року у складі Острозької міської громади, до цього підпорядковувалось Кутянківській сільській раді